# Sempad el Condestable
Sempad el Condestable (en armenio: Սմբատ Սպարապետ, Սմբատ Գունդստաբլ - Smbat Sparapet, Smbat Gúndestabl; 1208-1276) (también Smpad y Smbat) fue un noble del reino armenio de Cilicia, y hermano mayor del rey Haitón I de Armenia. Era una figura importante en Cilicia, actuando como diplomático, juez y oficial militar, que mantenía el título de Condestable o Sparapet, comandante supremo de las fuerzas armadas armenias. También fue un escritor y traductor, especialmente conocido por proveer traducciones de diversos códigos jurídicos, y la creación de un relato importante de la historia de Cilicia, la Chronique du Royaume de Petite Armenie (Crónica del Reino de la Pequeña Armenia). Los escritos de Sempad son considerados como una fuente valiosa por los historiadores, aunque se le ha criticado como poco fiable, ya que a menudo escribió por razones de propaganda, más que históricas.
Organizó y combatió en varias batallas, como la batalla de Mari, y fue encomendado por su hermano Haitón en una importante negociación con el Imperio mongol en la corte de Karakórum.